# Relaciones Chile-Islas Salomón
Las relaciones Chile-Islas Salomón son las relaciones internacionales entre la República de Chile y las Islas Salomón.

## Relaciones diplomáticas
Chile y las Islas Salomón establecieron relaciones diplomáticas el 19 de septiembre de 2023 en la 78 asamblea general de las Naciones Unidas AGNU78. El canciller chileno Alberto Van Klaveren indicó que "Con Islas Salomón tenemos intereses comunes, compartimos el mismo océano, somos parte del Pacífico sur e intentamos participar más activamente en sus organizaciones, especialmente en la PIF"

## Relaciones comerciales

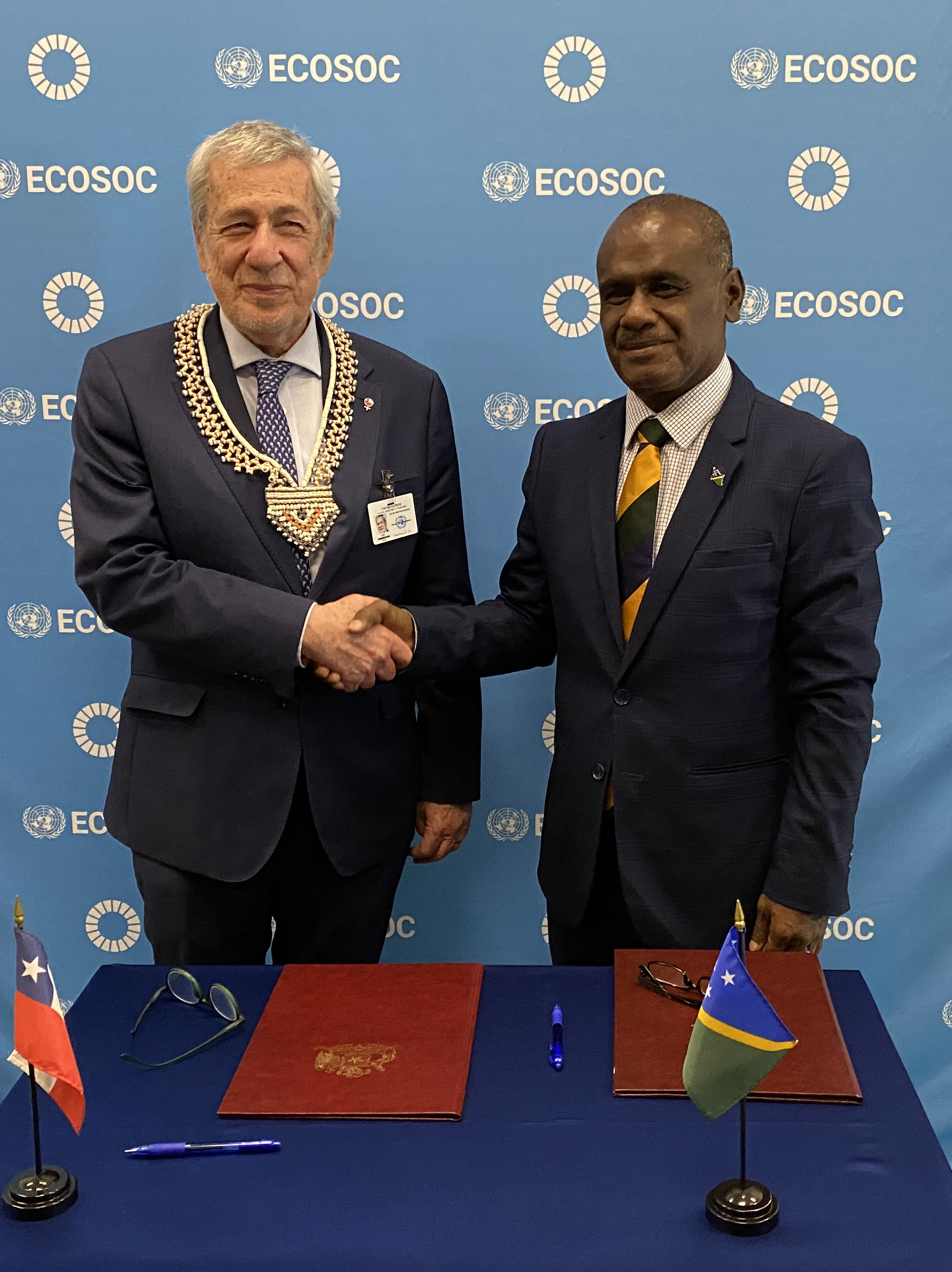
Canciller Alberto van Klaveren y del ministro de Relaciones Exteriores y Comercio Exterior Jeremiah Manele en 2023

En 2022, el intercambio comercial entre ambos países era muy marginal, constando únicamente de exportaciones de Islas Salomón a Chile de confecciones de prendas de vestir.

## Misiones diplomáticas
- Chile no tiene embajada en las Islas Salomón.[3]
- Las Islas Salomón no tienen embajada en Chile.[3]